# Доманіко
Доманіко (італ. Domanico, сиц. Dumanicu) — муніципалітет в Італії, у регіоні Калабрія,  провінція Козенца.
Доманіко розташоване на відстані близько 440 км на південний схід від Рима, 50 км на північний захід від Катандзаро, 11 км на південний захід від Козенци.
Населення — 951 особа (2014).
Щорічний фестиваль відбувається 24 червня. Покровитель — святий Іван Хреститель.

## Демографія
Населення за роками:

Станом на 1 січня 2023 року в муніципалітеті офіційно проживало 45 іноземців з 12 країн, серед них 26 громадян країн Євросоюзу та 3 громадяни України.

## Сусідні муніципалітети
- Каролеї
- Діпіньяно
- Гримальді
- Лаго
- Маліто
- Мендічино
- Патерно-Калабро